# 압둘라 2세

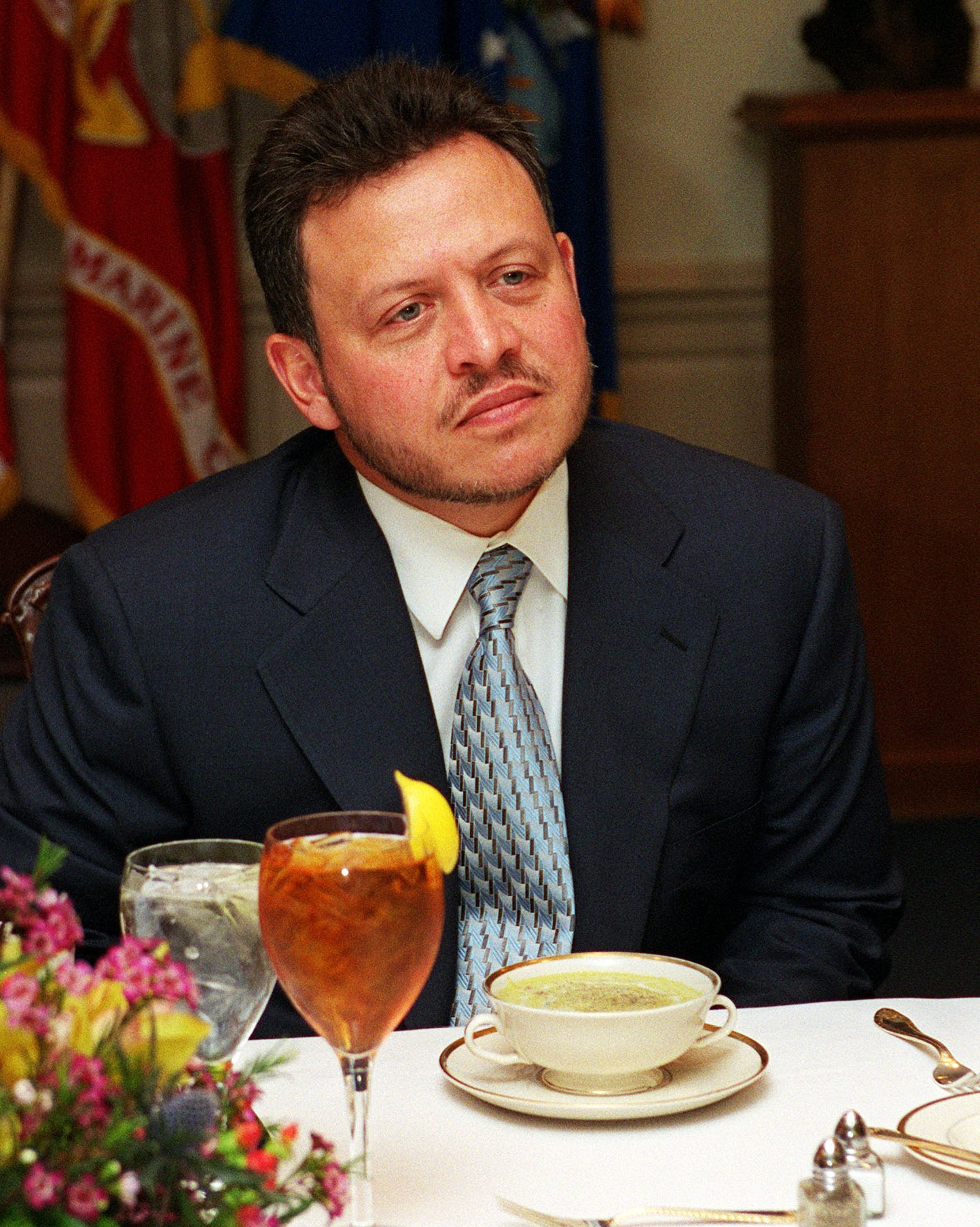
2001년 4월 5일 펜타곤

압둘라 빈 알 후세인 2세(아랍어: عبدالله الثاني بن الحسين, 영어: Abdullah II bin al-Hussein, 문화어: 아브둘라흐 2세, 1962년 1월 30일~)는 요르단의 제4대 국왕이자 현 국왕 겸 요르단 공군 사령관이다. 영국 육군사관학교를 졸업하고 1980년부터 육군 코브라 헬기 조종사로 복무하며 소장으로 있다가 아버지 후세인 1세의 죽음 후인 1999년 2월 7일에 즉위했다. 압둘라 2세는 하심가(Hashemite)의 구성원이자 무함마드의 43대 직계 후손으로 알려진 상태이다. 압둘라는 1993년에 라니아 왕비와 결혼하였으며 부부 사이에 역시 영국 육군사관학교를 졸업하고 요르단군에서 근무하는 아들 후세인과 딸 살마가 있으며 자녀 모두 자신이 졸업한 영국 육군사관학교 출신이다. 그의 어머니는 무나 알후세인 공주이다. 2006년에 압둘라 2세가 주도한 '이슬람 지도자들이 기독교 지도자들에게 보내는 공개서한'을 2007년에 "양 종교의 공통신앙인 신에 대한 사랑과 이웃에 대한 사랑에 기초한 조화와 평화를 제안한다."는 내용으로 보내면서 기독교 지도자들로부터 지지를 받았다. 2014년 12월 유엔군의 공습에 참가했다 격추됐다가 생포되어 철창에 갇힌 자국 조종사 마즈 알카사스베 중위를 이슬람이 금기시 하는 불태워 살해한 이슬람 수니파 무장단체 이슬람국가(IS)에 대해 다른 중동 국가 왕들과 달리 본거지가 있는 시리아 락까 등을 연일 폭격하면서 조종사들에게 "기름과 탄약이 떨어질 때까지 공격하라"고 명령하는 공습을 지휘하면서 서방 언론들로부터 전사 왕(Warrior King)'이라고 불렸다. 2018년 템플턴상 수상자에 선정되면서 존 템플턴 재단 총재인 헤더 템플턴 딜로부터 "중동지역의 분쟁으로 발생한 수많은 난민들을 위해 피난처를 제공했으며, 예루살렘의 이슬람 및 기독교 성지 보호에 많은 노력을 기울였다."고 밝혔다. 압둘라 2세의 2000년에 태어난 둘째 딸인 살마 빈트 압둘라는 2018년에 영국 육군사관학교인 샌드허스트를 졸업하고 요르단 왕실 최초로 여성 파일럿이 됐다.

## 젊은 시절
압둘라는 1962년 1월 30일에 후세인 1세와 영국 태생의 그의 두 번째 부인 무나 알후세인 공주의 아들로 태어났다. 그는 왕의 장남이었으며 자동적으로 1952년 헌법아래 요르단 왕위의 법정추정상속인이 되었다. 그러나, 1960년대에 불안정한 시기에 기인하여, 후세인 왕은 그의 형제 하산 빈 탈랄 왕자를 상속인으로 지명하기로 결심했다.

## 가족 관계
- 부모
  - 후세인 1세(부친)
  - 무나 알후세인(모친)
- 자녀
  - 후세인 빈 압둘라(왕세자)
  - 살마 빈트 압둘라